# سکولاریته
| دولت‌های سکولار دولت‌های با دین رسمی مبهم یا بدون اطلاعات |

سکولاریته (به انگلیسی: Secularity) (صفت سکولار، به معنی دنیوی) به حالت جدایی از دین، یا وابستگی نداشتن به یک دین خاص گفته می‌شود.
به عنوان مثال، صرف غذا یا استحمام، می‌توانند نمونه‌های از فعالیت‌های سکولار در نظر گرفته شوند؛ زیرا ذاتاً دینی نیستند؛ با این حال، فعالیت‌هایی مثل صرف غذا یا استحمام، در برخی ادیان، می‌توانند مراسم مذهبی باشند، و در این صورت، از نظر آن جهان‌بینی مذهبی، این فعالیت‌ها دینی تلقی می‌گردند. دعا طبق متون دینی، پرستش در چهارچوب یک دین، یا رفتن به مدرسه مذهبی نمونه‌هایی از فعالیت‌های دینی (غیر-سکولار) هستند. البته نیایش و مراقبه لزوماً غیرسکولار نیستند، زیرا مفهوم معنویت و آگاهی بالاتر تنها مختص دین نیست، و به‌طور مستقل هم در سراسر فرهنگها دیده می‌شود.
بیشتر کسب‌وکارها و شرکت‌ها، و برخی از دولتها سازمان‌های سکولار هستند. برای مثال، تمام دانشگاه‌های دولتی در ایالات متحده آمریکا نهادهایی سکولارند (به ویژه به علت تأثیر اصلاحیه اول و چهاردهم قانون اساسی آمریکا)، ولی دانشگاه‌های خصوصی ممکن است وابسته به دین‌های مسیحیت یا یهودیت باشند.
سیستم دانشگاه‌های همگانی در انگلستان، استرالیا، نیوزیلند، کانادا و ژاپن نیز سکولار است. هرچند ممکن است برخی مدارس در مقطع ابتدایی و متوسطه در برخی از کشورها به صورت دینی دسته‌بندی شوند.